# Germania Ovest ai Giochi della XXIV Olimpiade
La Germania Ovest partecipò ai Giochi della XXIV Olimpiade, svoltisi a Seul, Corea del Sud, dal 17 settembre al 2 ottobre 1988, con una delegazione di 347 atleti impegnati in ventiquattro discipline.

## Risultati

### Pallanuoto
| Atleta | Classifica |                           |
| --- | --- | ------------------------- |
| V · D · M Nazionale maschile tedesca occidentale di pallanuoto · Giochi olimpici - Seul 1988 1 Röhle · 2 Jacoby · 3 Otto · 4 Sterzik · 5 Fernández Alatorre · 6 Ehrl · 7 Borgmann · 8 Osselmann · 9 Stamm · 10 Huber · 11 Theissmann · 12 Reimann · 13 Obschernikat · CT : Nicolae Firoiu | 4° |                           |
| Nazionale maschile tedesca occidentale di pallanuoto · Giochi olimpici - Seul 1988 | |                           |
| 1 Röhle · 2 Jacoby · 3 Otto · 4 Sterzik · 5 Fernández Alatorre · 6 Ehrl · 7 Borgmann · 8 Osselmann · 9 Stamm · 10 Huber · 11 Theissmann · 12 Reimann · 13 Obschernikat · CT: Nicolae Firoiu                                                                                               | 1 Röhle · 2 Jacoby · 3 Otto · 4 Sterzik · 5 Fernández Alatorre · 6 Ehrl · 7 Borgmann · 8 Osselmann · 9 Stamm · 10 Huber · 11 Theissmann · 12 Reimann · 13 Obschernikat · CT: Nicolae Firoiu | Germania Ovest (bandiera) |